# Яцек Кшинувек
Яцек Каміль Кшинувек (пол. Jacek Kamil Krzynówek, нар. 15 травня 1976, Каменськ) — польський футболіст, півзахисник.
Насамперед відомий виступами за клуб «Нюрнберг», а також національну збірну Польщі.

## Клубна кар'єра
На початку ігрової кар'єри до 1994 року грав за клуб «Хжановіце», згодом, наступні два сезони провів у клубі «Радомско».
З 1996 по 1999 рік грав у складі команд клубів «Раков» та ГКС (Белхатув).
Своєю грою за останню команду привернув увагу представників тренерського штабу клубу «Нюрнберг», до складу якого приєднався 1999 року. Відіграв за нюрнберзький клуб наступні п'ять сезонів своєї ігрової кар'єри. Більшість часу, проведеного у складі «Нюрнберга», був основним гравцем команди.
Протягом 2004—2009 років захищав кольори клубів «Баєр 04» та «Вольфсбург».
Завершив професійну ігрову кар'єру у клубі «Ганновер 96», за команду якого виступав протягом 2009—2010 років.

## Виступи за збірну
У 1998 році дебютував в офіційних матчах у складі національної збірної Польщі. Протягом кар'єри у національній команді, яка тривала 12 років, провів у формі головної команди країни 96 матчів, забивши 15 голів.
У складі збірної був учасником чемпіонату світу 2002 року в Японії і Південній Кореї, чемпіонату світу 2006 року у Німеччині, чемпіонату Європи 2008 року в Австрії та Швейцарії.

## Титули і досягнення
Футболіст року в Польщі: 2003, 2004